# Мехмед II Караманлі
Мехмед II Караманлі (*д/н — 1835) — паша частини Триполітанії.

## Життєпис
Онук Юсуфа Караманлі, паши Триполітанії. У 1817 році з невідомих причин повстав проти свого діда, отримавши підтримки берберів з племен аль-джавазі. Втім після знищення шейхів племені вимушен був втекти до Єгипту. У 1824 році в розпал війни з Сардинським королівством та відправленням військ на придушення Грецькоїх революції Мехмед знову спробував захопити Триполі, але марно.
В липні 1832 році очолив повстання в нахія Мансія і Сахіл, невдовзі взявши в облогу Триполі. 5 серпня того ж року Юсуф зрікся влади на користь сина Алі II, проте Мехмед продовжив облогу. Його підтримав флот Великої Британії. Суперникові надала підтримку Франція. 1833 року сюди прибув представник османського султана Махмуда II з метою замирити родичів, але марно.
1834 року султан оголосив пашою Алі II. Втім цього не визнав Мехмед. У відповідь 1835 року з османським військом прибув Мустафа Наджиб-паша. Водночас повстав родич Мехмед ібн Алі. Зрештою османські війська зайняли Триполі, а Мехмед наклав на себе руки.